# Henofidis
Els henofidis (Henophidia) és una superfamília del subordre Serpentes (serps) que conté boes, pitons i altres serps. Les serps que pertanyen a aquesta superfamília es consideren més primitives que les de les altres superfamílies, Typhlopoidea i Xenophidia.

## Famílies
- Aniliidae
- Anomochilidae
- Boidae
- Bolyeriidae
- Cylindrophiidae
- Loxocemidae
- Pythonidae
- Tropidophiidae
- Uropeltidae
- Xenopeltidae